# آن زد. کاراکریستی
آن زیلینگر کاراکریستی (انگلیسی: Ann Zeilinger Caracristi؛ ۱ فوریهٔ ۱۹۲۱ – ۱۰ ژانویهٔ ۲۰۱۶) یک تحلیلگر رمزنگاری آمریکایی و معاون سابق آژانس امنیت ملی بود که در مدت ۴۰ سال فعالیت شغلی خود در مناصب مختلف دولتی خدمت کرد. او به عنوان یکی از اعضای کمیسیون مشترک امنیت وزارت دفاع و هیئت مشاوران اطلاعات خارجی رئیس‌جمهور خدمت کرد. او نخستین زن در آژانس امنیت ملی بود که در سال ۱۹۷۵، همزمان با منصوب شدن به عنوان رئیس بخش تحقیقات و عملیات، به رتبهٔ جی‌اس-۱۸ نیز ارتقاء یافت.

## زندگی‌نامه
کاراکریستی در برانکس‌ویل، نیویورک به دنیا آمد. او در کالج راسل سیج، که یک کالج زنانه در تروی، نیویورک بود، تحصیل کرد و در سال ۱۹۴۲ با مدرک زبان انگلیسی و تاریخ از این کالج فارغ‌التحصیل شد. پس از فارغ‌التحصیلی، به توصیهٔ رئیس کالج راسل سیج، توسط سرویس اطلاعات سیگنال ارتش استخدام شد تا به‌عنوان رمزشکن به کار مشغول شود. او روی ماشین‌های آی‌بی‌ام کار می‌کرد و کار خود را با مرتب‌سازی کاغذ شروع کرد، اما به سرعت به رتبه‌های بالاتر دست یافت. کاراکریستی به واشینگتن، دی.سی. اعزام شد و در دوره‌های تحلیل رمز ویلیام فریدمن شرکت کرد که در آن برای آموزش رمزنگاران در هنر تشخیص الگو، از پازل استفاده می‌شد.

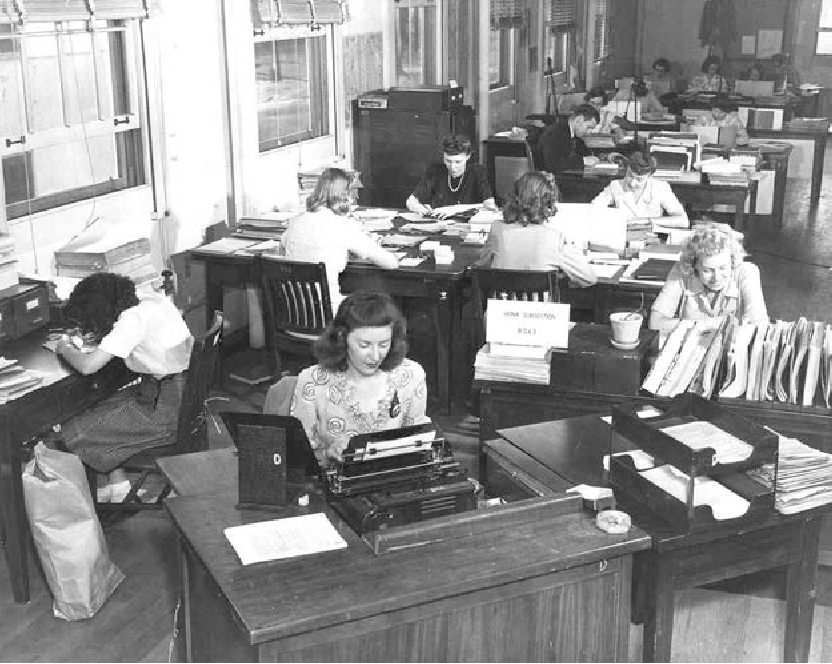
آن کاراکریستی (راست) در محل کار در سرویس اطلاعات سیگنال

در طول جنگ جهانی دوم، کار رمزنگاری کاراکریستی بر رمزگشایی سیستم‌های افزودنی مورد استفاده توسط نیروهای نظامی ژاپن و ناوگان تجاری متمرکز بود. او به دلیل استعداد استثنایی‌اش در بازسازی کتاب‌های رمز دشمن معروف بود. او و همکارانش از جملهٔ نخستین آمریکایی‌هایی بودند که از تسلیم برنامه‌ریزی‌شدهٔ ژاپن مطلع شدند و کد مرتبط را در ۱۴ اوت ۱۹۴۵ رمزگشایی کردند.
پس از جنگ، کاراکریستی در آژانسی استخدام شد که بعداً بخشی از آژانس امنیت ملی شد. او ابتدا در سال ۱۹۵۹ به درجهٔ عالی، که درجه‌ای بالاتر از دستمزد در خدمات کشوری بود، و سپس به جی‌اس-۱۸ (بالاترین درجهٔ عالی) به‌عنوان رئیس تحقیقات و عملیات در سال ۱۹۷۵ ارتقاء درجه یافت.
در سال ۱۹۸۰، کاراکریستی به سمت ششمین معاون آژانس امنیت ملی منصوب شد و نخستین زنی بود که در این سمت خدمت کرد. او در سال ۱۹۸۰ جایزهٔ خدمات غیرنظامی برجسته را از وزارت دفاع دریافت کرد؛ این جایزه، بالاترین جایزه‌ای است که به غیرنظامیان داده می‌شود. او به‌عنوان معاون مدیر، با رهبری نسل‌های جدید کدشکن‌ها و یکپارچه‌سازی استفاده از رایانه و فناوری موفق به کسب اعتبار شد.
همکاران کاراکریستی او را به‌عنوان یک رهبر الهام گرفته توصیف می‌کردند. او ترجیح می‌داد که او را به‌خاطر موفقیت‌های عملیاتی‌اش به یاد بیاورند و نه به‌خاطر جنسیتش. او یکی از نخستین زنانی بود که در آژانس امنیت ملی به درجهٔ «فوق‌العاده» رسید که معادل خدمات ارشد اجرایی مدرن بود. کاراکریستی همچنین نخستین زنی بود که رئیس یک گروه عملیاتی بزرگ شد همزمان نخستین معاون مدیر آژانس امنیت ملی نیز بود.
او در سال ۱۹۸۲ بازنشسته شد، اما به خدمت در پانل‌های جامعهٔ اطلاعاتی، از جمله هیئت مشاوران اطلاعات خارجی رئیس‌جمهور کلینتون (منصوب ۱۹۹۳) ادامه داد. در سال ۲۰۰۳، دانشگاه ملی اطلاعات به کاراکریستی مدرک افتخاری اعطا کرد؛ در این دانشگاه هر سال یک جایزهٔ علمی به نام او به یک دانشجوی فارغ‌التحصیل با عملکرد عالی اعطا می‌شود.
او بیشتر دوران بزرگسالی خود را در یک کلبهٔ یک‌خوابه مربوط به سدهٔ ۱۸ در خیابان بیست و هشتم واحد ۱۲۲۲ شمال غربی در جورج‌تاون گذراند و سرگرمی‌های او شامل پرندگان و جمع‌آوری اسپند بود. پیش از آن، شریک قدیمی‌اش گرترود الیزابت کرتلند، تحلیلگر و نویسندهٔ رمز ارز، درگذشته بود.
در سال ۲۰۰۲، نام او بر روی جایزهٔ متخصصان اطلاعات نیروی دریایی نهاده شد. کاراکریستی در ۱۰ ژانویهٔ ۲۰۱۶ در سن ۹۴ سالگی در واشینگتن درگذشت. او در سال‌های آخر عمرش دچار زوال عقل شده بود.

## جوایز و سایر تقدیرنامه‌ها
در سال ۱۹۸۰، او جایزه خدمات غیرنظامی برجسته را از وزارت دفاع دریافت کرد.
او یکی از موضوعاتی بود که در کتاب غیرداستانی دختران کد: داستان ناگفتهٔ کدشکن‌های آمریکایی جنگ جهانی دوم، نوشتهٔ لیزا موندی و منتشر شده در سال ۲۰۱۷ به آن پرداخته شده بود.